# الساحرة 2: الأخرى
الساحرة: الجزء 2. الآخرى (بالكورية: 마녀2)؛ هو فيلم رعب كوري جنوبي قادم من تأليف وإخراج بارك هون جونغ. وهو تتمة للجزء الأول فيلم الساحرة: الجزء 1. التدمير، من بطولة شين سي آه، كيم دا مي، جو مين سو، لي جونغ سوك وبارك أون بين. من المقرر عرض الفيلم في 15 يونيو 2022.

## القصة
الفتاة (شين تشي أه) هي الناجية الوحيدة من مختبر سري مدمر.  يلاحقها أشخاص يريدون القبض عليها لأغراضهم الخاصة.

## طاقم
- شين سي آه بدور سينثيا (الاسم الرسمي: 'أرك ون')[5]
- جو مين سو في دور دكتور بايك[6]
- بارك إيون بين بدور كيونغ هي[7]
- سيو اون سو بدور جو هيون، وكيلة المكتب الرئيسي التي تخرج للتخلص من الفتاة (سينثيا)
- سونغ يو-بين بدور داي-جيل، الأخ الأصغر لـ كيونغ هي وصديق الفتاة الوحيد.[8]
- جين-جو بدور يونغ دو، رئيس منظمة تزعج الحياة اليومية الهادئة للأشقاء كيونغ هي ودتي جيل[9]
- كيم سو-مين
- كيم كي-هيي[10]
- سيو يي-را[11]
- جونغ را-ايل[12]

### ظهور خاص
- كيم دا مي في دور جوو جا يون[13][14]
- اي جونغ سوك في دور جانغ، رئيس معهد أبحاث سري يتتبع مكان وجود الفتاة المفقودة.[15]
- أوم تاي-جوو في كعميل فس مارت[16]

## الاستقبال
وفقًا لمجمع المراجعات روتن توميتوز قد حصل الفيلم على نسبة قبول بنسبة 73٪ ، بناءً على 11 مراجعة بمتوسط تقييم 6.30 / 10.
صدر الفيلم في 15 يونيو على 1796 شاشة. افتتح في المركز الأول مع 266.526 اقبالا في شباك التذاكر المحلي، ووصل إلى 1 مليون اقبالا في اليوم الرابع. حقق 2 مليون مشاهد في11 يومًا من اطلاقه، وحقق 2.5 مليون مشاهد في 18 يوم.
اعتبارًا من 19 يوليو 2022، احتل المرتبة الثانية بين جميع الأفلام الكورية التي تم إصدارها في عام 2022 بإجمالي 22,116,836 دولارًا أمريكيًا و 2,802,478 اقبالا.
| الاقبال وترتيب شباك التذاكر اعتبارًا من تاريخ نهاية الأسبوع | الاقبال وترتيب شباك التذاكر اعتبارًا من تاريخ نهاية الأسبوع | الاقبال وترتيب شباك التذاكر اعتبارًا من تاريخ نهاية الأسبوع | الاقبال وترتيب شباك التذاكر اعتبارًا من تاريخ نهاية الأسبوع |
| نهاية الأسبوع                                              | الاقبال                                                    | الاقبال                                                    | الترتيب                                                    |
| نهاية الأسبوع                                              | نهاية الاسبوع                                              | تراكمي                                                     | الترتيب                                                    |
| ---------------------------------------------------------- | ---------------------------------------------------------- | ---------------------------------------------------------- | ---------------------------------------------------------- |
| يونيو 19, 2022                                             | 1,006,411                                                  | 1,455,225                                                  | الأول                                                      |
| يونيو 26, 2022                                             | 401,214                                                    | 2,240,393                                                  | الثاني                                                     |
| يوليو 3, 2022                                              | 212,586                                                    | 2,637,935                                                  | الثالث                                                     |
| يوليو 10, 2022                                             | 55,857                                                     | 2,772,674                                                  | الخامس                                                     |
| يوليو 17, 2022                                             | 9,952                                                      | 2,799,695                                                  | العاشر                                                     |

## الإصدار
تم تأجيل إصدار الفيلم الذي كان من المقرر عرضه في أبريل بسبب COVID-19. ومن المقرر الآن اصداره في 15 يونيو 2022 في كوريا الجنوبية.
بيع الفيلم في 124 دولة حول العالم وتم إصداره في وقت واحد في 11 دولة إلى جانب الإصدار المحلي.

## روابط خارجية
- الساحرة: الجزء 2. الآخر على موقع IMDb (الإنجليزية)
- الساحرة: الجزء 2. الآخر على موقع روتن توميتوز (الإنجليزية)
- الساحرة: الجزء 2. الآخر على موقع أول موفي (الإنجليزية)
- الساحرة: الجزء 2. الآخر على موقع قاعدة بيانات الفيلم (الإنجليزية)
- الساحرة: الجزء 2. الآخر على موقع ليتربوكسد (الإنجليزية)

- الساحرة 2: الأخرى على هانسينما